# Metabolom
Das Metabolom als komplexes Reaktionsnetzwerk fasst alle charakteristischen Stoffwechsel-Eigenschaften einer Zelle bzw. eines Gewebes oder eines Organismus zusammen.
Dazu gehören:
- die Durchflussraten (= Umsatzraten), Metabolit-Spiegel und Enzymaktivitäten der einzelnen Stoffwechselwege,
- die Interaktionen zwischen den verschiedenen Stoffwechselwegen sowie
- die Kompartimentierung der verschiedenen Stoffwechselwege innerhalb der Zellen.

Ein weiterer Gesichtspunkt ist der Einfluss des Nährstoff-Angebotes sowie der Effekt von Wirksubstanzen auf den Stoffwechsel und die verschiedenen Funktionen der Zellen, wie Zellproliferation, Differenzierung und Apoptose.
Die Erforschung des Metaboloms wird als Metabolomik bezeichnet (im Englischen metabolomics oder metabonomics). Diese Forschungsrichtung befasst sich mit den Wechselwirkungen der darin enthaltenen Metabolite, deren Identifizierung und Quantifizierung (vgl. Proteom und Genom). Als wesentliche Analysenmethoden werden in der Metabolomik GC/MS und LC/MS sowie NMR-Spektroskopie und Ionen-Mobilitäts-Spektrometer eingesetzt. Dabei kann man die Methoden aufspalten in Separationstechniken, Ionisationstechniken und Detektionstechniken. Da die Metaboliten von ihrer chemischen Zusammensetzung und Struktur sehr unterschiedlich sein können, reicht es oft nicht aus, nur eine Analysemethode zu benutzen, um das Metabolom eines Organismus komplett aufzuklären. Dazu kommt, dass bis heute nicht bekannt ist, wie viele Stoffwechselprodukte es überhaupt gibt. Die häufigsten Probentypen sind Körperflüssigkeiten wie Blutplasma oder Blutserum, aber auch Harn, Liquor cerebrospinalis, Synovialflüssigkeit, Sputum oder Lavagen. Daneben kommen Gewebshomogenate bzw. Zellen oder Überstände von Zellkulturen in Betracht.

## Wortherkunft
Die Bezeichnung Metabolom wurde in Analogie zu Genom, Transkriptom und Proteom geprägt. Das Wort leitet sich von Metabolismus (= Stoffwechsel) ab. Gelegentlich wird auch die Bezeichnung Metabonom (mit n) verwendet, besonders im Zusammenhang mit der Toxizitätsbeurteilung von Wirkstoffen. Über die genauen Unterschiede zwischen Metabolom und Metabonom wird in Fachkreisen rege diskutiert.

## Spezielle Ausprägungen
- Tumor-Metabolom ist der charakteristische Stoffwechsel-Phänotyp von Tumorzellen.